# والدنبرگ، زاکسن
شهر والدنبرگ، زاکسن (به آلمانی: Waldenburg, Saxony) در ایالت زاکسن در کشور آلمان واقع شده‌است.